# Buve
{{Taxobox-lat
| латинско име = не
| name = Buva
| image = Flea Scanning Electron Micrograph False Color.jpg
| image_width = 250px
| image_caption = Mikroskopski prikaz buve
| fossil_range =  
| regnum = 
| phylum = 
| classis = 
| subclassis = 
| infraclassis = 
| superordo = 
| ordo = 
| ordo_authority = , 1825
| subdivision_ranks = Infraredovi
| subdivision =
-{Ceratophyllomorpha

Hystrichopsyllomorpha

Pulicomorpha

Pygiopsyllomorpha}-
| synonyms = 
}}
Buva ili buha  je naziv za male insekte bez krila iz reda Siphonaptera. Buhe su vanjski paraziti koji se hrane krvlju sisara i ptica.
Larve buva mogu da žive u pukotinama prljavih podova.

## Morfologija
Buve su mali (duge 1,5 do 3 mm), pokretni, najčešće tamno obojeni, beskrilni insekti koji poseduju cevčicu na usnom aparatu prilagođenu sisanju krvi domaćina. Telo im je postranice spljošteno (latero-lateralno) što omogućava lakše kretanje kroz dlaku i perje domaćina. Noge su im dugačke, posebno zadnji par koji je prilagođen za skakanje (vertikalno do 18 cm, horizontalno do 33 cm), oko 200 puta više od dužine tela, što čini buvu najboljim skakačem u životinjskom svetu (u odnosu na dužinu tela). Telo im je čvrsto, polirano i pokriveno brojnim dlačicama okrenutim prema nazad što omogućava lakše i brže kretanje. Telo može izdržati veliki pritisak, kao što je preživljavanje češanja. Dok se odrasle buhe hrane samo krvlju, njihove larve se hrane organskom materijom kao što je feces odraslih jedinki.
Buve imaju sposobnost prilagođavanja na različite domaćine u okviru sisara. One mogu da prenose opasne zaraze na čoveka (npr. bakterije kuge). Najstrašnija epidemija kuge poznata je kao crna smrt, i besnela je Evropom u 14. veku, pri čemu je usmrtila skoro četvrtinu tadašnjeg stanovništva kontinenta. Kugu je prenosio ovaj insekt dugačak samo 1,8 mm.

## Životni ciklus
Buve se razvijaju kompletnom metamorfozom, prolazeći kroz faze embriona, larve, lutke i adulta. Životni ciklus počinje kada ženka izbaci jaja nakon hranjenja. Jaja se legu u grupicama do 20 komada, obično na domaćinu, nakon čega padaju na tlo. To se dešava najčešće na mestima ge domaćin se odmara ili spava. Jajima je potrebno oko dva dana da se izlegu.
Larve zatim izlaze iz jaja i počinju se hraniti dostupnom organskom materijom kao što su mrtvi insekti, feces i sl. Slepe su i izbegavaju svetlost, drže se tamnijih mesta kao što je pesak, razne šupljine ili mesto za spavanje domaćina. Larve se razvijaju 1-2 sedmice nakon čega stvaraju oko sebe kukuljicu i ulaze u stadij lutke. Nakon 1-2 sedmice totalno se razvijaju i spremne su izaći iz kukuljice. U slučaju da domaćina nema u blizini mogu ostati u kukuljici dok ne dobiju signal za izlazak, a to je prisustvo domaćina. Signal mogu biti vibracije, zvuk, toplina i ugljen dioksid.. U fazi larve ili ličinke mogu i prezimiti. Nakon izlaska iz kukuljice odrasle buhe imaju jednu sedmicu da nađu hranu, nakon čega mogu preživeti od dva meseca pa čak i do godinu dana bez hrane. 
Celi životni ciklus može trajati od dve sedmice, pa čak i do nekoliko meseci, u zavisnosti od okolnosti.Buve mogu biti opasne

## Patogeneza
Buve napadaju različite vrste toplokrvnih kičmenjaka uključujući pse, mačke, ljude, kokoške, zečeve, veverice, pacove, miševe i dr. Buve na telu domaćina uzrokuju svrab koji rezultira pokušajem domaćina da otkloni buvu griženjem, češanjem i sl. Takođe, buve kod nekih domaćina mogu uzrokovati i alergijske reakcije na pljuvačku buva. Najčešća posledica buva na domaćinu je blaga oteklina sa ubodnom tačkom na sredini. U nekim slučajevima može doći i do opadanja dlake kao posledica frekventnog češanja, a u ekstremnim slučajevima može doći i do anemije.
Buhe mogu biti i prenosnici bolesti kao što je npr. kuga, endemski tifus ili himenolepijaza.

## Uklanjanje buva
Svojim urođenim sposobnostima da prežive većinu pesticida i insekticida spadaju u red teže regulisanih insekata od strane bilo kojih DDD službi,odnosno službi za Dezinsekciju, Deratizaciju i Dezinfekciju. Tretiranje buva u urbanim sredinama je teško, nestandardno i ne može se sprovesti od strane prinaučenih osoba. Kako bi se regulisale naročito u stanovima i kućama zahvaćenim i dobijenim od pasa i mačaka koriste se razne metode sistematskog tretmana usklađenim sa Zakonima o Sanitarnom Nadzoru R.Srbije  i Ministarstva Zdravlja Republike Srbije koji uključuju ne samo manuelnu regulaciju putem prskalica već i kompletnu kliničku sliku objekta koja uključuje istorijat,vreme postojanja buva u životnom i neživotnom prostoru kao i dalju profilaksu i preventivu nakon tretmana kako se buve ne bi više unosile u objektu.

## Taksonomija i filogenija

### Istorija
Između 1735. i 1758. švedski prirodnjak Carl Line prvi je klasifikovao insekte, čineći to na osnovu strukture njihovih krila. Jedan od sedam redova na koje ih je podelio bila je „Aptera”, što znači beskrilni, grupa u koju je pored buva uključivao pauke, mokrice i stonoge. Tek 1810. godine francuski zoolog Pjer Andre Latrej je ponovo klasifikovao insekte na osnovu njihovih usnih organa kao i njihovih krila, podelivši Aptera na Thysanura (srebrna ribica), Anoplura (uši) i Siphonaptera (buve), istovremeno odvajajući pauke i ljuskare u njihove sopstvene podfile. Naziv grupe, Siphonaptera, je zoološki latinski od grčkog siphon (cev) i aptera (bez krila).

### Spoljna filogenija
Istorijski je bilo nejasno da li je Siphonaptera sestrinski rod Mecoptera (muva-škorpija i srodnika) ili se nalaze unutar te grupe, što „Mecoptera“ čini parafiletskom. Ranija sugestija da Siphonaptera ima sestrinski odnos sa porodicom Boreidae (snežnim muvama-škorpionima) nije podržana. Jedna genetska studija iz 2020. oporavila je Siphonaptera unutar Mecoptera, uz snažnu podršku, kao sestrinsku grupu Nannochoristidae, male, reliktne grupe mekopterana poreklom sa južne hemisfere. Buve i nanohoristidi dele nekoliko sličnosti jedni sa drugima koje se ne dele sa drugim mekopteranima, uključujući slične usne organe kao i sličnu organizaciju pumpe za spermu.
Odnosi reda Siphonaptera prema Tihelka et al. 2020.
|  | \| \| Nannochoristidae (južne škorpionske muve, 8 spp.) \| \| \| \| \| \| Siphonaptera (buve, 2500 spp.) \| \| \| \| |
|  | |
|  | Pistillifera (škorpionske muve, viseće mušice, 400 spp.)                                                             |
|  | |
|  | Nannochoristidae (južne škorpionske muve, 8 spp.)                                                                    |
|  | |
|  | Siphonaptera (buve, 2500 spp.)                                                                                       |
|  | |

|  | Nannochoristidae (južne škorpionske muve, 8 spp.) |
|  |                                                   |
|  | Siphonaptera (buve, 2500 spp.)                    |
|  |                                                   |

|  | \| \| Nannochoristidae (južne škorpionske muve, 8 spp.) \| \| \| \| \| \| Siphonaptera (buve, 2500 spp.) \| \| \| \| |
|  | |
|  | Pistillifera (škorpionske muve, viseće mušice, 400 spp.)                                                             |
|  | |
|  | Nannochoristidae (južne škorpionske muve, 8 spp.)                                                                    |
|  | |
|  | Siphonaptera (buve, 2500 spp.)                                                                                       |
|  | |

|  | Nannochoristidae (južne škorpionske muve, 8 spp.) |
|  |                                                   |
|  | Siphonaptera (buve, 2500 spp.)                    |
|  |                                                   |

|  | \| \| Nannochoristidae (južne škorpionske muve, 8 spp.) \| \| \| \| \| \| Siphonaptera (buve, 2500 spp.) \| \| \| \| |
|  | |
|  | Pistillifera (škorpionske muve, viseće mušice, 400 spp.)                                                             |
|  | |
|  | Nannochoristidae (južne škorpionske muve, 8 spp.)                                                                    |
|  | |
|  | Siphonaptera (buve, 2500 spp.)                                                                                       |
|  | |

|  | Nannochoristidae (južne škorpionske muve, 8 spp.) |
|  |                                                   |
|  | Siphonaptera (buve, 2500 spp.)                    |
|  |                                                   |

|  | \| \| Nannochoristidae (južne škorpionske muve, 8 spp.) \| \| \| \| \| \| Siphonaptera (buve, 2500 spp.) \| \| \| \| |
|  | |
|  | Pistillifera (škorpionske muve, viseće mušice, 400 spp.)                                                             |
|  | |
|  | Nannochoristidae (južne škorpionske muve, 8 spp.)                                                                    |
|  | |
|  | Siphonaptera (buve, 2500 spp.)                                                                                       |
|  | |

|  | Nannochoristidae (južne škorpionske muve, 8 spp.) |
|  |                                                   |
|  | Siphonaptera (buve, 2500 spp.)                    |
|  |                                                   |

### Istorija fosila
Buve verovatno potiču od insekata koji se hrane tečnošću i koji su se verovatno hranili biljkama. Fosili velike, beskrilne matične grupe buva sa sifonatnim (usisnim) usnim aparatom iz srednje jure do rane krede pronađeni su u severoistočnoj Kini i Rusiji, koji pripadaju porodicama Saurophthiridae i Pseudopulicidae, kao i Tarwinia iz rane krede Australije. Većina porodica buva nastala je nakon kraja krede (u paleogenu i kasnije). Moderne buve su verovatno nastale u južnom kontinentalnom području Gondvane i odatle su brzo migrirale na sever. Najverovatnije su evoluirale sa sisarskim domaćinima, da bi tek kasnije prešle na ptice.
Siphonaptera je relativno mali red insekata: pripadnici reda prolaze kroz potpunu metamorfozu i sekundarno su bez krila (njihovi preci su imali krila koja su savremeni oblici izgubili). Godine 2005, Medvedev je naveo 2005 vrsta u 242 roda, i uprkos naknadnim opisima novih vrsta, čime je ukupan broj porastao na oko 2500 vrsta, ovo je najkompletnija dostupna baza podataka. Red je podeljen na četiri infrareda i osamnaest porodica. Neke porodice su ekskluzivne za jednu grupu domaćina; tu spadaju Malacopsyllidae (armadilo), Ischnopsyllidae (slepi miševi) i Chimaeropsyllidae (slonove rovke).

## Literatura
- „Fleas: The Lethal Leapers”. National Geographic. 173 (5). мај 1988.
- Jay's Journal of Anomalies,  1-59372-000-9
- Loving batbat  by Gougou
- Wild Tigers & Tame Fleas by William Ballantine, (1958)
- Annals of the New York Stage by George C. Odel (Columbia University Press, New York, NY, 1928)
- Bertolotto, L. The history of the flea: With notes and observations (2nd изд.). London: Crozier.
- Bertolotto, L. (1876). The history of the flea: With notes and observations (5th изд.). New York: John Axford. OCLC 11028632.
- The Compleat Flea by Brendan Lehan (London: John Murray, 1969)
- The Faithful Annalist: Or The Epitome Of The English History (Whitwood, 1666)
- "Old-Time Vaudeville Looks Young Again" New York Times, Nov 24, 2002
- "Revive the Charm of an 1800s Show with These Modern-Day Flea Circuses" Smithsonian Online, November 29, 2017
- Scott, Susan; Thomas, Craig (2000). Pests of Paradise: First Aid and Medical Treatment of Injuries from Hawaii's Animals. University of Hawaii Press. стр. 58. ISBN 978-0-8248-2252-1. Приступљено 2010-04-08.
- Jacoby, David B.; Youngson, R.M. (2004). Encyclopedia of Family Health. Marshall Cavendish. стр. 647. ISBN 978-0-7614-7486-9. Приступљено 2010-04-08.
- Educational Staff, Drs. Foster and Smith. „The Important Difference Between Dog & Cat Flea Products”. Приступљено 2013-10-17.
- „Discover Entomology at Texas A&M University - Extension Publication E-433: Controlling Fleas”. Insects.tamu.edu. Архивирано из оригинала 2010-05-16. г. Приступљено 2014-01-24.
- „How to Handle Fleas on Dogs”. m.petmd.com. Приступљено 2019-10-13.
- McTier, T. L; Evans, N. A; Martin-Short, M; Gration, K (2003-08-29). „Comparison of the activity of selamectin, fipronil, and imidacloprid against flea larvae (Ctenocephalides felis felis) in vitro”. Veterinary Parasitology (на језику: енглески). 116 (1): 45—50. ISSN 0304-4017. PMID 14519326. doi:10.1016/S0304-4017(03)00163-8.
- „Cat Fleas' Journey Into The Vacuum Is A "One-Way Trip"”. Researchnews.osu.edu. Приступљено 2014-01-24.
- „Silica, amorphous”. Niosh Pocket Guide to Chemical Hazards. Centers for Disease Control and Prevention. Приступљено 2013-10-17.
- Dugdale, David C.;  . „Silicosis”. Medical Encyclopedia. MedlinePlus. Приступљено 2013-10-17.

## Spoljašnje veze
- Članak o buvama baziran na realnim situacijama na terenu i primerima stanovnika Архивирано на веб-сајту  (19. март 2018)
- Buve на веб-сајту  (језик: енглески)
- Flea Fact Sheet highlighting habits, habitat, threats and prevention tips
- Integrated Flea Control from University of Nebraska-Lincoln Extension in Lancaster County Архивирано на веб-сајту  (9. март 2009)
- Sanitarni Nadzor Republike Srbije
- Parasitic Insects, Mites and Ticks: Genera of Medical and Veterinary Importance